# Rugby-Union-Weltmeisterschaft 1987/Gruppe 1
Die Gruppe 1 der Rugby-Union-Weltmeisterschaft 1987 umfasste Australien, England, Japan und die Vereinigten Staaten. Die Gruppenspiele fanden zwischen dem 23. Mai und 3. Juni statt.

## Tabelle
Bei einem Sieg gab es zwei Tabellenpunkte, bei einem Unentschieden einen. Die Erst- und Zweitplatzierten qualifizierten sich für das Viertelfinale.
|    | Land               | Spiele | Siege | Unent. | Ndlg. | Spiel- punkte | Diff. | Tabellen- punkte |
| -- | ------------------ | ------ | ----- | ------ | ----- | ------------- | ----- | ---------------- |
| 1. | Australien         | 3      | 3     | 0      | 0     | 108:041       | + 67  | 6                |
| 2. | England            | 3      | 2     | 0      | 1     | 100:032       | + 68  | 4                |
| 3. | Vereinigte Staaten | 3      | 1     | 0      | 2     | 039:099       | − 60  | 2                |
| 4. | Japan              | 3      | 0     | 0      | 3     | 048:123       | − 75  | 0                |

## Spiele

### Australien – England
| 23. Mai 1987 15:00 AEST | Australien | 19 : 6        | England                                            | Concord Oval, Sydney Zuschauer: 17.896 Schiedsrichter: Keith Lawrence (Neuseeland) |
| 23. Mai 1987 15:00 AEST | Versuche: Campese 50. n.erh. Poidevin 60. erh. Erhöhungen: Lynagh (1/2) Straftritte: Lynagh (3) 21., 30., 64. | (6:0) Bericht | Versuche: Harrison 47. erh. Erhöhungen: Webb (1/1) | Concord Oval, Sydney Zuschauer: 17.896 Schiedsrichter: Keith Lawrence (Neuseeland) |

| 15                 | Roger Gould       | 78. |
| 14                 | Peter Grigg       |     |
| 13                 | Andrew Slack      |     |
| 12                 | Brett Papworth    |     |
| 11                 | David Campese     |     |
| 10                 | Michael Lynagh    |     |
| 09                 | Nick Farr-Jones   |     |
| 08                 | Troy Coker        |     |
| 07                 | Steve Tuynman     |     |
| 06                 | Simon Poidevin    |     |
| 05                 | Bill Campbell     |     |
| 04                 | Steve Cutler      |     |
| 03                 | Andy McIntyre     |     |
| 02                 | Tom Lawton        |     |
| 01                 | Enrique Rodríguez |     |
| Auswechselspieler: |                   |     |
| 16                 | Matthew Burke     |     |
| 17                 | Steve James       | 78. |
| 18                 | Brian Smith       |     |
| 19                 | David Codey       |     |
| 20                 | Cameron Lillicrap |     |
| 21                 | Mark McBain       |     |
| Trainer:           |                   |     |
| Alan Jones         |                   |     |

| 15                 | Marcus Rose        | 3. |
| 14                 | Mike Harrison      |    |
| 13                 | Kevin Simms        |    |
| 12                 | Jamie Salmon       |    |
| 11                 | Rory Underwood     |    |
| 10                 | Peter Williams     |    |
| 09                 | Richard Harding    |    |
| 08                 | Dean Richards      |    |
| 07                 | Gary Rees          |    |
| 06                 | Peter Winterbottom |    |
| 05                 | Nigel Redman       |    |
| 04                 | Wade Dooley        |    |
| 03                 | Gary Pearce        |    |
| 02                 | Brian Moore        |    |
| 01                 | Paul Rendall       |    |
| Auswechselspieler: |                    |    |
| 16                 | Jonathan Webb      | 3. |
| 17                 | Rob Andrew         |    |
| 18                 | Richard Hill       |    |
| 19                 | Dave Egerton       |    |
| 20                 | Graham Dawe        |    |
| 21                 | Gareth Chilcott    |    |
| Trainer:           |                    |    |
| Martin Green       |                    |    |

### Japan – USA
| 24. Mai 1987 15:00 AEST | Japan | 18 : 21         | Vereinigte Staaten                                                                                          | Ballymore Stadium, Brisbane Zuschauer: 4.000 Schiedsrichter: Guy Maurette (Frankreich) |
| 24. Mai 1987 15:00 AEST | Versuche: Taumoefolau (2) 21. n.erh., 34. n.erh. Yoshinaga 78. n.erh. Straftritte: Yoshinaga 3. Kutsuki (1/1) 54. | (11:15) Bericht | Versuche: Purcell 26. erh. Nelson 36. erh. Lambert 57. erh. Erhöhungen: Nelson (3/3) Straftritte: Nelson 8. | Ballymore Stadium, Brisbane Zuschauer: 4.000 Schiedsrichter: Guy Maurette (Frankreich) |

| 15                 | Shōgo Mukai          |
| 14                 | Nofomuli Taumoefolau |
| 13                 | Kojirō Yoshinaga     |
| 12                 | Eiji Kutsuki         |
| 11                 | Shinji Ōnuki         |
| 10                 | Seiji Hirao          |
| 09                 | Hisataka Ikuta       |
| 08                 | Michihito Chida      |
| 07                 | Sinali Latu          |
| 06                 | Katsufumi Miyamoto   |
| 05                 | Atsushi Ōyagi        |
| 04                 | Toshiyuki Hayashi    |
| 03                 | Kōji Horaguchi       |
| 02                 | Tsuyoshi Fujita      |
| 01                 | Kōji Yasumi          |
| Auswechselspieler: |                      |
| 16                 | Tsutomu Hirose       |
| 17                 | Toshitaka Kimura     |
| 18                 | Seiji Kurihara       |
| 19                 | Mitsutake Hagimoto   |
| 20                 | Katsuhiro Matsuo     |
| 21                 | Daijirō Murai        |
| Trainer:           |                      |
| Katsumi Miyaji     |                      |

| 15                 | Ray Nelson        |
| 14                 | Mike Purcell      |
| 13                 | Kevin Higgins     |
| 12                 | Roy Helu          |
| 11                 | Gary Hein         |
| 10                 | Joe Clarkson      |
| 09                 | Mike Saunders     |
| 08                 | Brian Vizard      |
| 07                 | Blane Warhurst    |
| 06                 | Gary Lambert      |
| 05                 | Edward Burlingham |
| 04                 | Kevin Swords      |
| 03                 | Fred Paoli        |
| 02                 | John Everett      |
| 01                 | Rick Bailey       |
| Auswechselspieler: |                   |
| 16                 | Mike Caulder      |
| 17                 | Dave Horton       |
| 18                 | Dave Dickson      |
| 19                 | Tony Ridnell      |
| 20                 | Neal Brendel      |
| 21                 | Pat Johnson       |
| Trainer:           |                   |
| George Hook        |                   |

### England – Japan
| 30. Mai 1987 15:00 AEST | England | 60 : 7         | Japan                                                 | Concord Oval, Sydney Zuschauer: 4.893 Schiedsrichter: René Hourquet (Frankreich) |
| 30. Mai 1987 15:00 AEST | Versuche: Underwood (2) 31. n.erh., 56. n.erh. Rees 38. n.erh. Salmon 47. erh. Richards 49. erh. Simms 62. erh. Harrison (3) 66. erh., 68. erh., 78. erh. Redman 76. erh. Erhöhungen: Webb (7/10) Straftritte: Webb (2) 8., 16. | (16:3) Bericht | Versuche: Miyamoto 42. n.erh. Straftritte: Matsuo 25. | Concord Oval, Sydney Zuschauer: 4.893 Schiedsrichter: René Hourquet (Frankreich) |

| 15                 | Jonathan Webb      |     |
| 14                 | Mike Harrison      |     |
| 13                 | Kevin Simms        | 68. |
| 12                 | Jamie Salmon       |     |
| 11                 | Rory Underwood     |     |
| 10                 | Peter Williams     | 77. |
| 09                 | Richard Harding    |     |
| 08                 | Dean Richards      |     |
| 07                 | Gary Rees          |     |
| 06                 | Peter Winterbottom |     |
| 05                 | Steve Bainbridge   |     |
| 04                 | Nigel Redman       |     |
| 03                 | Gareth Chilcott    |     |
| 02                 | Brian Moore        |     |
| 01                 | Paul Rendall       |     |
| Auswechselspieler: |                    |     |
| 16                 | Fran Clough        | 68. |
| 17                 | Rob Andrew         | 77. |
| 18                 | Richard Hill       |     |
| 19                 | Michael Skinner    |     |
| 20                 | Graham Dawe        |     |
| 21                 | Gary Pearce        |     |
| Trainer:           |                    |     |
| Martin Green       |                    |     |

| 15                 | Daijirō Murai        |
| 14                 | Nofomuli Taumoefolau |
| 13                 | Eiji Kutsuki         |
| 12                 | Katsuhiro Matsuo     |
| 11                 | Shinji Ōnuki         |
| 10                 | Seiji Hirao          |
| 09                 | Mitsutake Hagimoto   |
| 08                 | Michihito Chida      |
| 07                 | Toshiyuki Hayashi    |
| 06                 | Katsufumi Miyamoto   |
| 05                 | Seiji Kurihara       |
| 04                 | Atsushi Ōyagi        |
| 03                 | Kōji Horaguchi       |
| 02                 | Tsuyoshi Fujita      |
| 01                 | Toshitaka Kimura     |
| Auswechselspieler: |                      |
| 16                 | Tsutomu Hirose       |
| 17                 | Masaharu Aizawa      |
| 18                 | Yasuharu Kawase      |
| 19                 | Hisataka Ikuta       |
| 20                 | Kojirō Yoshinaga     |
| 21                 | Shōgo Mukai          |
| Trainer:           |                      |
| Katsumi Miyaji     |                      |

### Australien – USA
| 31. Mai 1987 15:00 AEST | Australien | 47 : 12        | Vereinigte Staaten                                                                                     | Ballymore Stadium, Brisbane Zuschauer: 8.300 Schiedsrichter: Brian Anderson (Schottland) |
| 31. Mai 1987 15:00 AEST | Versuche: Strafversuch 7. erh. Smith 24. erh. Slack 40. erh. Leeds (2) 43. n.erh., 80. erh. Pappworth 56. n.erh. Campese 65. erh. Codey 68. erh. Erhöhungen: Lynagh (6/8) Straftritte: Lynagh 2. | (21:3) Bericht | Versuche: Nelson 52. erh. Erhöhungen: Nelson (1/1) Straftritte: Nelson 32. Dropgoals: Horton (1/1) 75. | Ballymore Stadium, Brisbane Zuschauer: 8.300 Schiedsrichter: Brian Anderson (Schottland) |

| 15                 | Andrew Leeds      |
| 14                 | David Campese     |
| 13                 | Andrew Slack      |
| 12                 | Brett Papworth    |
| 11                 | Matthew Burke     |
| 10                 | Michael Lynagh    |
| 09                 | Brian Smith       |
| 08                 | Steve Tuynman     |
| 07                 | Jeff Miller       |
| 06                 | David Codey       |
| 05                 | Bill Campbell     |
| 04                 | Troy Coker        |
| 03                 | Andy McIntyre     |
| 02                 | Tom Lawton        |
| 01                 | Cameron Lillicrap |
| Auswechselspieler: |                   |
| 16                 | Michael Cook      |
| 17                 | Steve James       |
| 18                 | Nick Farr-Jones   |
| 19                 | Ross Reynolds     |
| 20                 | Mark Hartill      |
| 21                 | Mark McBain       |
| Trainer:           |                   |
| Alan Jones         |                   |

| 15                 | Ray Nelson      |     |
| 14                 | Kevin Higgins   |     |
| 13                 | Roy Helu        |     |
| 12                 | Tommy Vinick    |     |
| 11                 | Gary Hein       |     |
| 10                 | Dave Horton     |     |
| 09                 | Dave Dickson    | 35. |
| 08                 | Brian Vizard    |     |
| 07                 | Steve Finkel    |     |
| 06                 | Tony Ridnell    |     |
| 05                 | Bill Shiflet    | 24. |
| 04                 | Kevin Swords    |     |
| 03                 | Fred Paoli      |     |
| 02                 | Pat Johnson     |     |
| 01                 | Butch Horwath   |     |
| Auswechselspieler: |                 |     |
| 16                 | Joe Clarkson    |     |
| 17                 | Denis Shanagher |     |
| 18                 | Mike Saunders   | 35. |
| 19                 | Gary Lambert    | 24. |
| 20                 | Neal Brendel    |     |
| 21                 | John Everett    |     |
| Trainer:           |                 |     |
| George Hook        |                 |     |

### England – USA
| 3. Juni 1987 13:00 AEST | England | 34 : 6         | Vereinigte Staaten                                  | Concord Oval, Sydney Zuschauer: 8.785 Schiedsrichter: Kerry Fitzgerald (Australien) |
| 3. Juni 1987 13:00 AEST | Versuche: Winterbottom (2) 23. erh., 45. erh. Harrison 61. n.erh. Dooley 79. erh. Erhöhungen: Webb (3/4) Straftritte: Webb (4) 10., 31., 47., 54. | (12:0) Bericht | Versuche: Purcell 65. erh. Erhöhungen: Nelson (1/1) | Concord Oval, Sydney Zuschauer: 8.785 Schiedsrichter: Kerry Fitzgerald (Australien) |

| 15                 | Jonathan Webb      |
| 14                 | Mike Harrison      |
| 13                 | Fran Clough        |
| 12                 | Jamie Salmon       |
| 11                 | Mark Bailey        |
| 10                 | Rob Andrew         |
| 09                 | Richard Hill       |
| 08                 | Dean Richards      |
| 07                 | Gary Rees          |
| 06                 | Peter Winterbottom |
| 05                 | Steve Bainbridge   |
| 04                 | Wade Dooley        |
| 03                 | Gary Pearce        |
| 02                 | Graham Dawe        |
| 01                 | Gareth Chilcott    |
| Auswechselspieler: |                    |
| 16                 | Huw Davies         |
| 17                 | Richard Harding    |
| 18                 | Rory Underwood     |
| 19                 | Dave Egerton       |
| 20                 | Brian Moore        |
| 21                 | Paul Rendall       |
| Trainer:           |                    |
| Martin Green       |                    |

| 15                 | Ray Nelson        |
| 14                 | Mike Purcell      |
| 13                 | Kevin Higgins     |
| 12                 | Tommy Vinick      |
| 11                 | Gary Hein         |
| 10                 | Joe Clarkson      |
| 09                 | Mike Saunders     |
| 08                 | Brian Vizard      |
| 07                 | Steve Finkel      |
| 06                 | Gary Lambert      |
| 05                 | Edward Burlingham |
| 04                 | Bob Causey        |
| 03                 | Neal Brendel      |
| 02                 | John Everett      |
| 01                 | Rick Bailey       |
| Auswechselspieler: |                   |
| 16                 | John Mickel       |
| 17                 | Dave Horton       |
| 18                 | Denis Shanagher   |
| 19                 | Fred Paoli        |
| 20                 | Pat Johnson       |
| 21                 | Tony Ridnell      |
| Trainer:           |                   |
| George Hook        |                   |

### Australien – Japan
| 3. Juni 1987 18:00 AEST | Australien | 42 : 23         | Japan | Concord Oval, Sydney Zuschauer: 8.785 Schiedsrichter: Jim Fleming (Schottland) |
| 3. Juni 1987 18:00 AEST | Versuche: Slack (2) 8. n.erh., 77. erh. Tuynman 21. erh. Burke (2) 33. erh., 80. erh. Grigg 46. erh. Hartill 55. n.erh. Campese 60. n.erh. Erhöhungen: Lynagh (5/8) | (16:13) Bericht | Versuche: Kutsuki 12. erh. Okidoi 23. n.erh. Fujita 73. n.erh. Erhöhungen: Okidoi (1/3) Straftritte: Okidoi (2) 2., 66. Dropgoals: Okidoi 57. | Concord Oval, Sydney Zuschauer: 8.785 Schiedsrichter: Jim Fleming (Schottland) |

| 15                 | David Campese     |     |
| 14                 | Peter Grigg       |     |
| 13                 | Andrew Slack      |     |
| 12                 | Michael Cook      | 17. |
| 11                 | Matthew Burke     |     |
| 10                 | Michael Lynagh    |     |
| 09                 | Brian Smith       |     |
| 08                 | Steve Tuynman     | 69. |
| 07                 | David Codey       |     |
| 06                 | Simon Poidevin    |     |
| 05                 | Ross Reynolds     |     |
| 04                 | Steve Cutler      |     |
| 03                 | Mark Hartill      |     |
| 02                 | Mark McBain       |     |
| 01                 | Enrique Rodríguez |     |
| Auswechselspieler: |                   |     |
| 16                 | Nick Farr-Jones   |     |
| 17                 | Andrew Leeds      |     |
| 18                 | Brett Papworth    | 17. |
| 19                 | Tom Lawton        |     |
| 20                 | Andy McIntyre     |     |
| 21                 | Bill Campbell     | 69. |
| Trainer:           |                   |     |
| Alan Jones         |                   |     |

| 15                 | Shōgo Mukai          |
| 14                 | Nofomuli Taumoefolau |
| 13                 | Kojirō Yoshinaga     |
| 12                 | Eiji Kutsuki         |
| 11                 | Minoru Okidoi        |
| 10                 | Seiji Hirao          |
| 09                 | Hisataka Ikuta       |
| 08                 | Sinali Latu          |
| 07                 | Yasuharu Kawase      |
| 06                 | Katsufumi Miyamoto   |
| 05                 | Yoshihiko Sakuraba   |
| 04                 | Toshiyuki Hayashi    |
| 03                 | Masaharu Aizawa      |
| 02                 | Tsuyoshi Fujita      |
| 01                 | Toshitaka Kimura     |
| Auswechselspieler: |                      |
| 16                 | Kōji Yasumi          |
| 17                 | Tsutomu Hirose       |
| 18                 | Seiji Kurihara       |
| 19                 | Mitsutake Hagimoto   |
| 20                 | Katsuhiro Matsuo     |
| 21                 | Toshiro Yoshino      |
| Trainer:           |                      |
| Katsumi Miyaji     |                      |